# 体育の森公園
体育の森公園（たいいくのもりこうえん）は、日本の佐賀県唐津市にある都市公園（運動公園）である。多目的スポーツ複合施設が設置されている。

## 概要
松浦川の左岸（西岸）、国道202号唐津バイパス北側にある運動公園で、体育館や陸上競技場、野球場などを備える。
最寄り鉄道駅はJR筑肥線 和多田駅（駅から約1km）。

## 施設

### 唐津市文化体育館

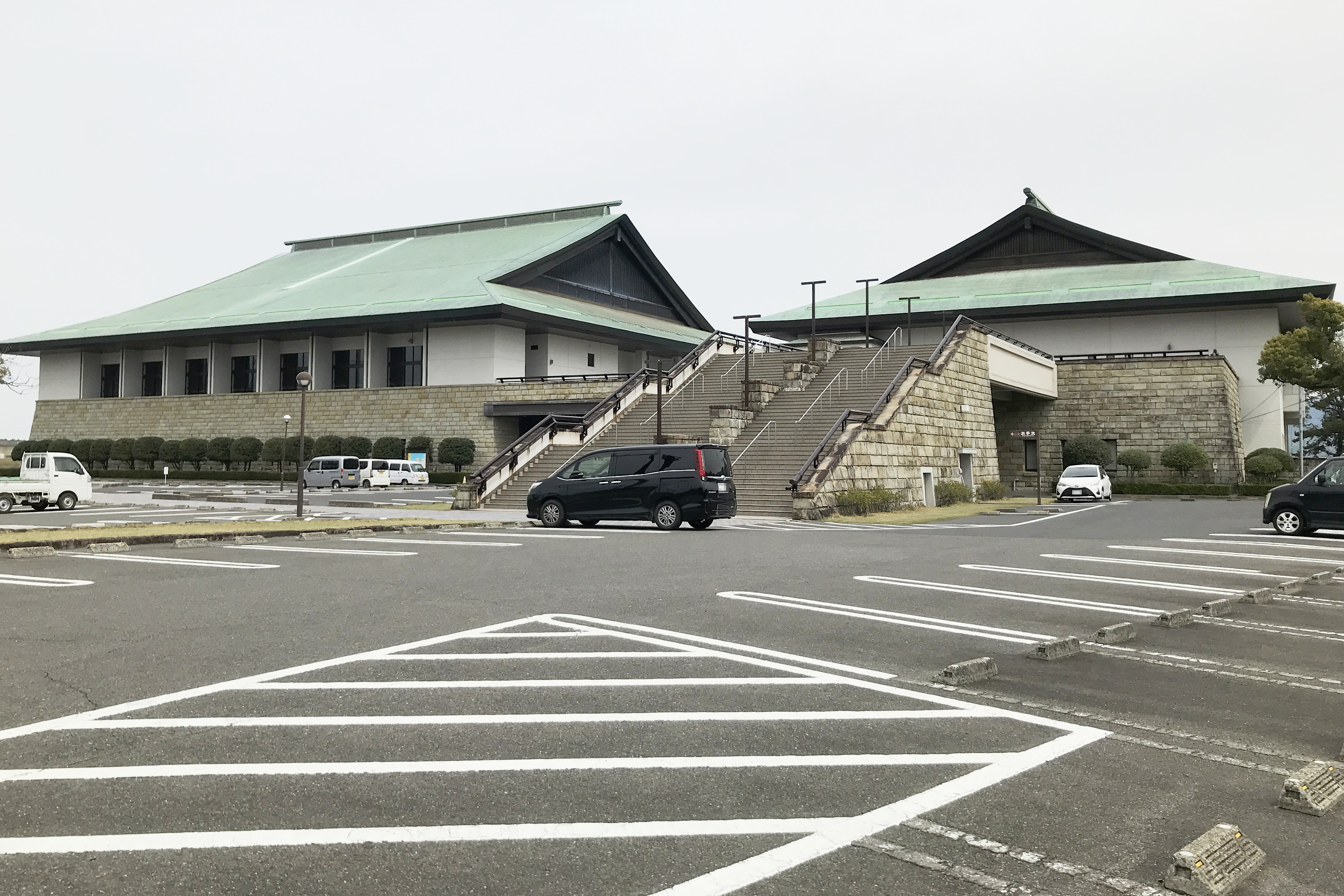
唐津市文化体育館

体育の森公園の中心的施設。文体（ぶんたい）という略称で呼ばれることがある。室内競技場は屋内スポーツ大会の会場となる他、普段は地元の高校生らが部活の練習で使用している。
文化施設としての機能をあわせ持つ。選挙の時は開票所となる。

#### 体育施設
- 多目的室内競技場 - 収容人数:1668人(2階固定席:900席、1階可動席768席)、バレーボール・バスケットボール2面、バドミントン10面
- 柔道場
- 剣道場
- 弓道場
- 男女別トレーニング室

平成19年度全国高等学校総合体育大会では弓道とバスケットボールの会場となった。
トレーニング室はカビやサビがひどく、設備が老朽化しており、ウェイトプレートは全部合わせても150kgに満たない。室内は指導員が常駐せず防犯カメラで監視するのみであり、ダンベルの止め金具が壊れているなど、安全面での問題がある。2004年にはトレーニング中にダンベルのプレートが落ち、利用者が骨折する事件が起きている。
B3.LEAGUE所属の佐賀バルーナーズのホームゲーム会場である。

#### 文化施設
- 文化ホール（378席、車椅子用の席が5席）
- 会議室（資料室など5部屋）

#### 付属施設
- 軽食コーナー
- シャワーつきロッカールーム（更衣室）
- 駐車場

女子更衣室はともかく男子更衣室は通常余り用いられていないようである。各施設で着替えるのが一般的である。
シャワーは湯が出ず冷水のみのため余り用いられていない。真夏の酷暑の日はあえて冷水シャワーを浴びる猛者もいるようだが、ごく少数である。

#### 分館
バレーボールとバドミントンに利用される。

### 唐津市野球場

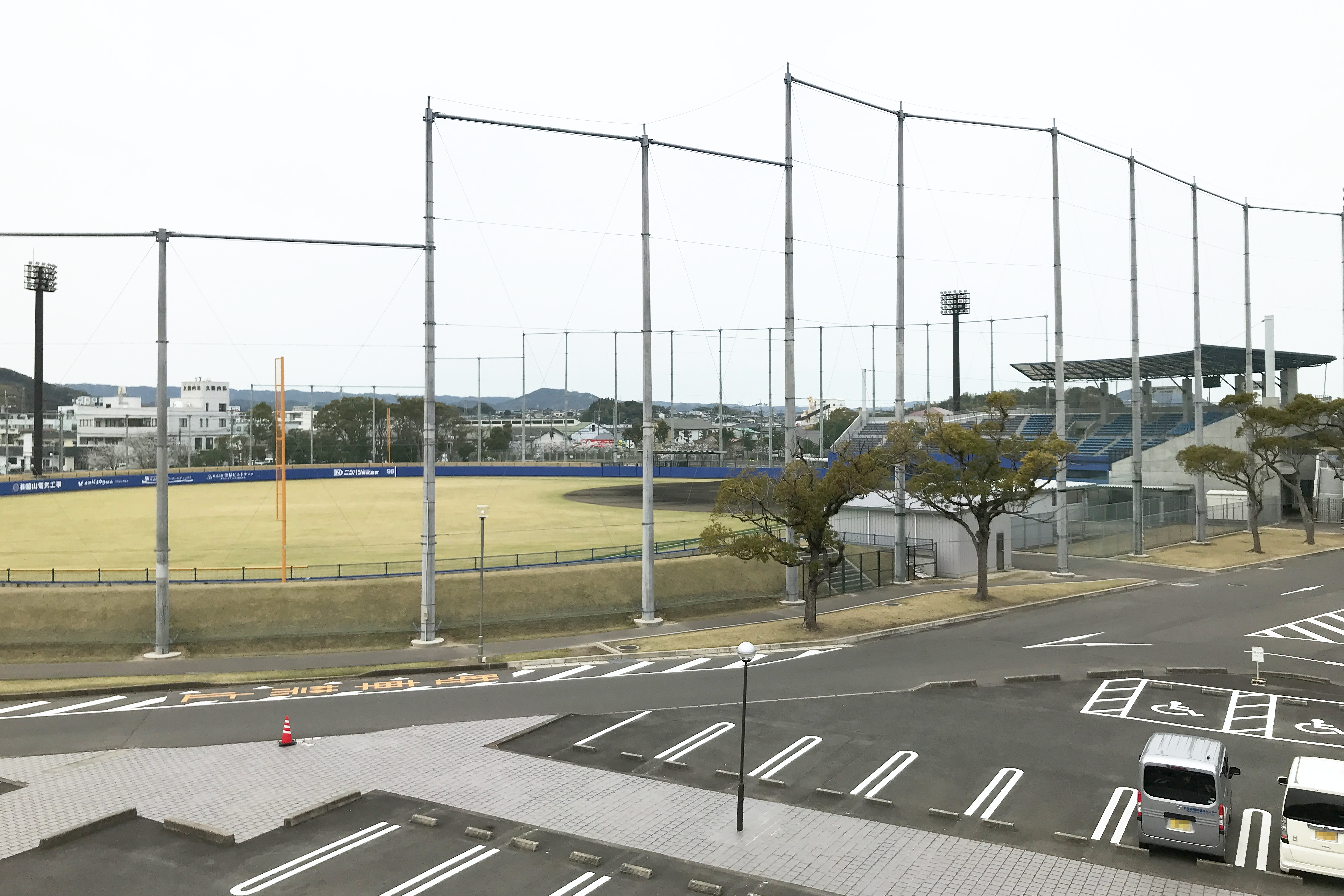
唐津市野球場

両翼96m、中堅121m、スタンド座席2,376席、夜間照明30灯×4基、内野クレー、外野天然芝、フルカラーLEDスコアボード、スピードガン、サブグラウンド、駐車場89台。
高校野球の県大会などに利用される。2023年の第78回国民スポーツ大会の軟式野球会場として使用するため、2018年の夏から改築工事を行った。
改築後は、年間維持経費の捻出を目的に市がネーミングライツ（命名権）の導入を決定。2020年1月20日から2月28日までの間に「年額420万円以上、契約期間3年半」の条件で募集を行ったが応募がなく、同年4月に条件を「年額210万円以上、契約期間3年半」に引き下げた上で再募集を行ったところ、2社から応募があり、金額、希望名称、地域貢献度などを基準に庁内の選定委員会で審査した結果、佐賀市に本社を置き、佐賀・福岡・長崎でマクドナルドを運営する昭和フード（昭和グループ）を優先候補者とすることを決定。新しい愛称は「SHOWAハンバーガースタジアム唐津」に決まった。契約期間は2020年7月から2023年12月までの3年6ヶ月。

### 唐津市陸上競技場
日本陸連第3種公認400メートルトラック。約6000人を収容できる。夜間照明設備あり。
競技場の外周をジョギングあるいはウォーキングする老若男女が見られる。
2007年9月16日に、同所でJサテライトリーグ戦のサガン鳥栖対大分トリニータの試合がおこなわれることとなった。なお、サガン鳥栖設立前に鳥栖市を本拠地としていたプロサッカークラブ鳥栖フューチャーズ（1997年解散）はサテライト戦を２回開催している。